# Алли-Вад
Алли-Вад (1895—1967) — артистический псевдоним Александра Алексеевича Вадимова, одного из самых известных советских иллюзионистов XX века.

## Биография

### Ранние годы
Александр Маркеллов родился 30 июня 1895 года в семье служащего-управляющего имением Рукавишникова в Нижегородской губернии. Учился в реальном училище Нижнего Новгорода.
С 1914 года начал работать и участвовать в художественной самодеятельности.
В 1915 году призван в армию, воевал на германском фронте, после контузии демобилизован в 1918 году.
В 1918 году вступил добровольцем в ряды Красной Армии. Был организатором, артистом и режиссёром 30-й дивизии и 25-й Чапаевской дивизии.
В 1919 году организовал профсоюз «Арти-Фото-Кин», за что в 1924 году награждён почетным знаком «5 лет Рабис — 1919—1924».
С 1921 по 1927 года работал актёром в различных театрах, в том числе у В. Э. Мейерхольда, был конферансье, артистом разговорного жанра, снялся в фильме «Машинист Ухтомский».

### Работа иллюзиониста
В 1927 году за свои деньги Александр Алексеевич отправился в Берлин, где в «Академии Магических Искусств» Конрада Хорстера усовершенствовался в иллюзионном искусстве и приобрёл некоторую аппаратуру для демонстрации фокусов.

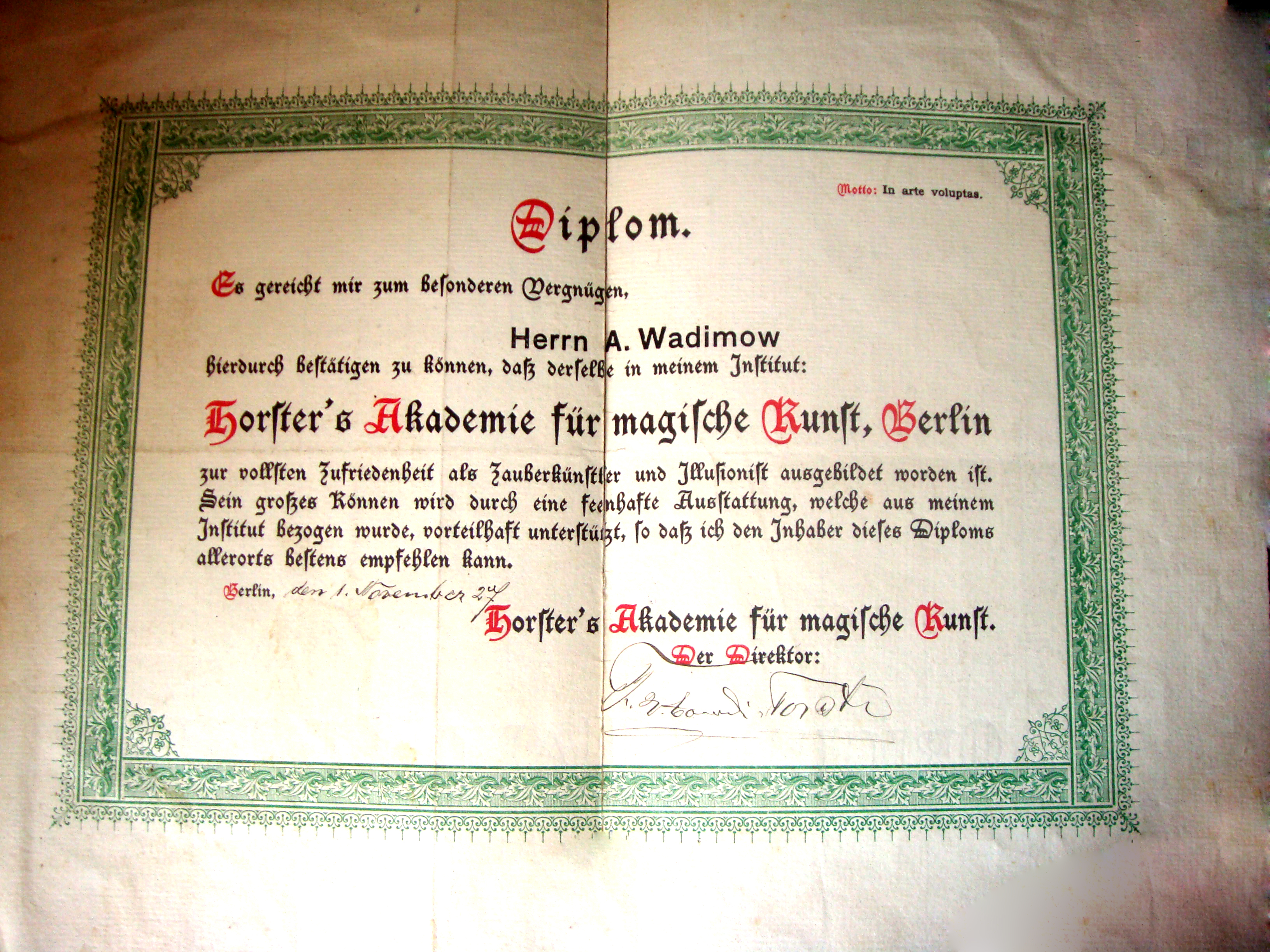
Диплом «Академии Магических Искусств»

А. А. Вадимов отличался высочайшим качеством манипуляции. Вернувшись в СССР, А. Вадимов создал иллюзионный аттракцион «Алли-Вад» и выступал под видом индуса, что было модно в то время.
В течение 1927—1931 годов Алли-Вад со своей труппой с успехом гастролировал по СССР.
.

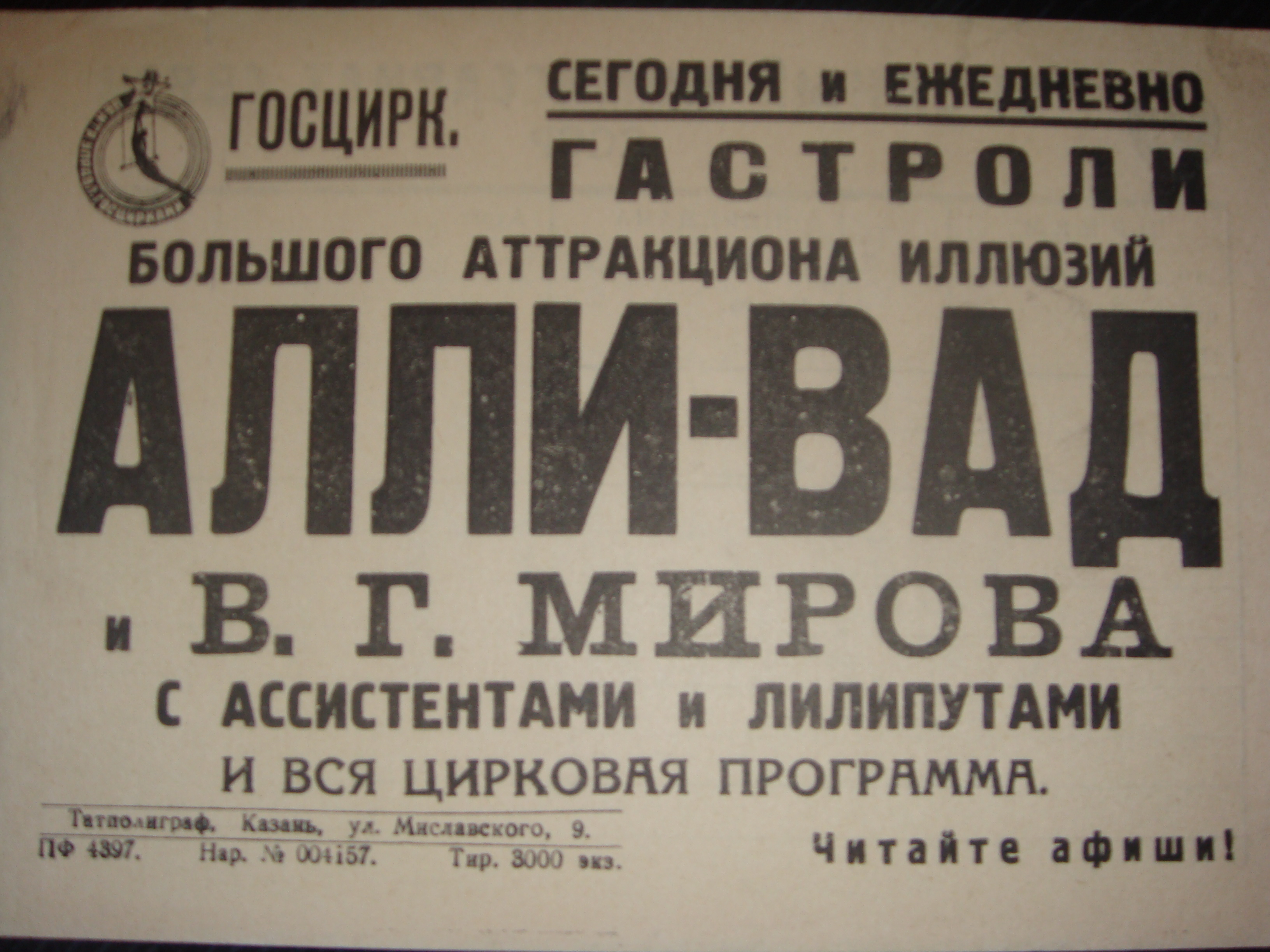
Афиша одного из выступлений артиста

В 1931 году А. А. Вадимов со своим аттракционом поступил на службу в систему Советских цирков и включился в конвейер выступлений и гастролей.
Работая в цирках А. А. Вадимов изобретал, конструировал и изготавливал новые иллюзионные трюки, например «Тамбурин», «Саркофаг», «Портрет», «Винная бочка» и другие.

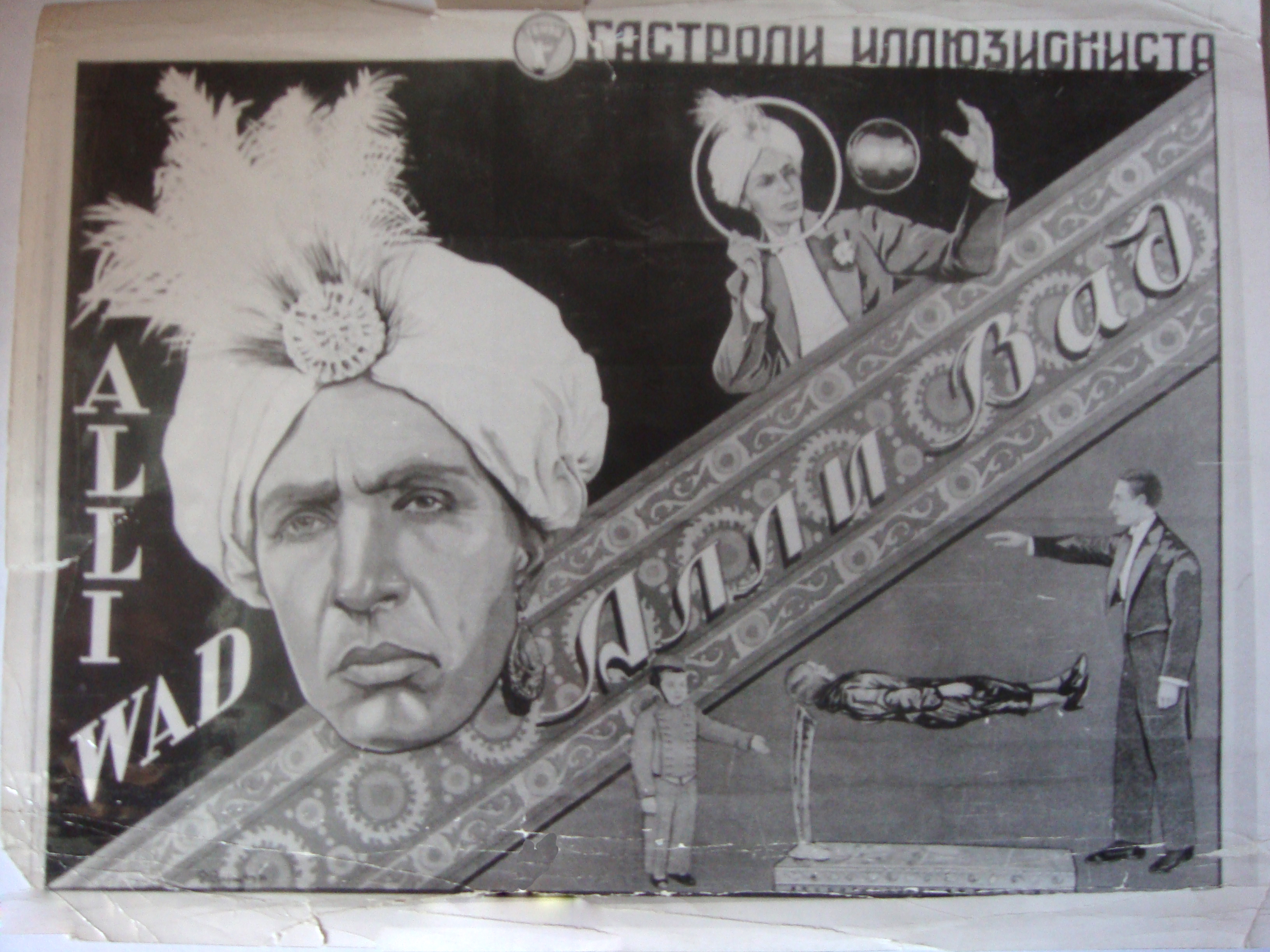
Афиша номера «Золотой шар»

Он использовал в своих трюках ассистенток-девушек-близнецов, которых Кио вскоре переманил в свой номер. Вадимов первый в Союзе стал выполнять иллюзионные номера на манеже, а не на сцене, где есть задняя стена-занавес, первый в стране создал иллюзионный номер — политическую буффонаду.
А. А. Вадимов работал в цирках до выхода на пенсию в 1956 году.
С 1931 по 1956 год Алли-Вад многократно объехал с гастролями Советский союз от Львова до Владивостока и от Архангельска до Ашхабада.
И в мирное время и во время Великой Отечественной войны он с труппой дал сотни концертов в воинских частях, госпиталях, на предприятиях. Артист отмечен многими благодарностями и почетными грамотами. Есть также благодарность И. Сталина за сбор денег на строительство танка «Советский цирк».

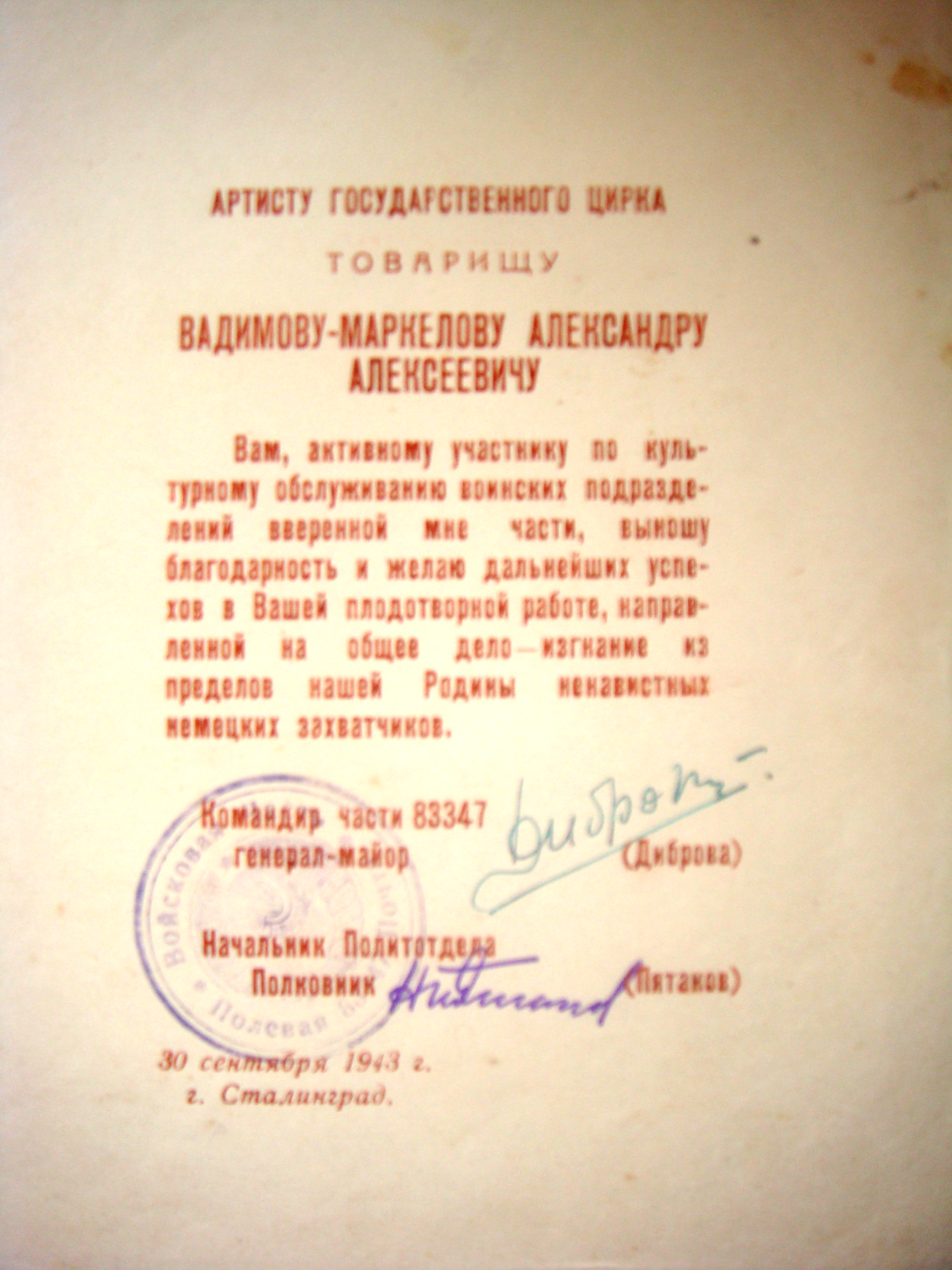
Благодарность, выданная Вадимову-Маркелову в Сталинграде

Выйдя на пенсию, Александр Алексеевич передавал свой опыт ученикам и любителям фокусов, написал несколько книг об иллюзионном искусстве. Об А. А. Вадимове есть статья «Алли-Вад» в «Маленькой энциклопедии» — «Цирк», авторы-составители А. Я. Шнеер, Р. Е. Славский, издательство «Советская энциклопедия», Москва, 1973 год.
В 1939 году Вадимов А. А. награждён Почётной грамотой Президиума Верховного совета Таджикской ССР. Также был членом «Магического Круга» (нем. Magischer Zierkel) ГДР и членом «Международного Братства Магов США» (англ. International Brotherhood of Magicians)
Александр Алексеевич Вадимов умер 5 марта 1967 года в своей квартире в Москве. Похоронен на Ваганьковском кладбище (25 уч.).

## Личная жизнь
В 1918 году Александр Алексеевич женился на своей ассистентке Вере Георгиевне Рябовой. Позже она стала работать артисткой и выполняла многие номера самостоятельно (номер «Протыкание шпагами») под псевдонимом Вера Мирова.

## Награды и премии
- Медаль «За трудовое отличие» (1939)[2].